# Bienno
Bienno (lombardul: Bièn) település Olaszországban, Lombardia régióban, Brescia megyében. Lakosainak száma 3767 fő (2023. január 1.). Bienno Bagolino, Berzo Inferiore, Bovegno, Breno, Cividate Camuno, Collio és Prestine községekkel határos.

## Népesség
A település népessége az elmúlt években az alábbi módon változott:
| Lakosok száma | 3847 | 3792 | 3767 |
|               | 2017 | 2018 | 2023 |